# Кіяжол
Кіяжо́л (каз. Қияжол) — село у складі Келеського району Туркестанської області Казахстану. Входить до складу Актобинського сільського округу.
У радянські часи село називалось Бірлік.
Населення — 632 особи (2021; 631 у 2009, 535 у 1999, 392 у 1989).